# 云南殖边督办公署
云南殖边督办公署，南京国民政府在1929年于云南边境地方设立的介于省县之间主管边务垦殖的机构。计有腾冲、宁洱二个公署。公署直隶省政府，设督办、会办各一员，由省政府任命。

## 职权
- 掌管界务、垦殖、防守及边地交通、教育、文化卫生事项
- 督办殖边事务
- 监督、考核区内官吏政绩
- 统辖境内地方武装，处理边境紧急事务。